# Pont-canal de Sauzens
 (mars 2015).
Le pont-canal de Sauzens est un des nombreux ponts de ce type du Canal du Midi. Il se trouve près du village de Villesèquelande à 8,3 km de Carcassonne dans le département de l'Aude.